# Agnes Obel

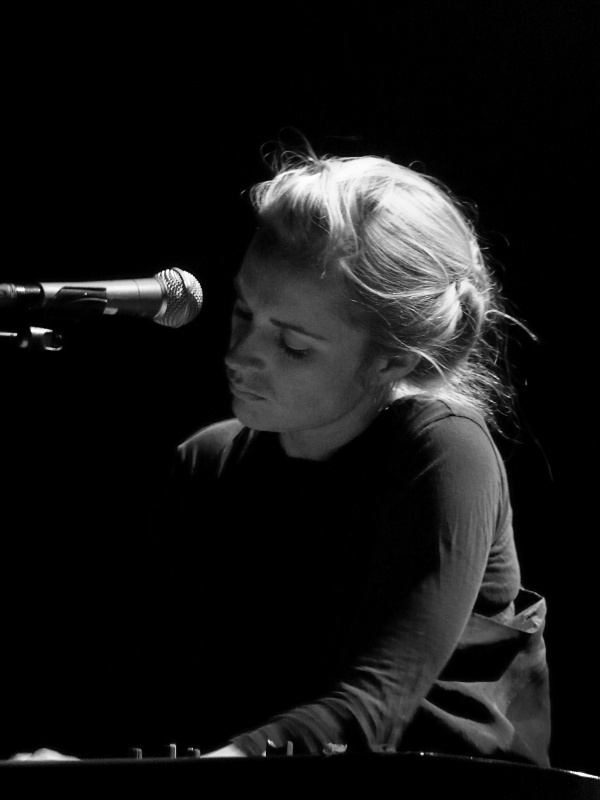
Agnes Obel (2010)

Agnes Caroline Thaarup Obel (* 28. Oktober 1980 in Gentofte, Kopenhagen) ist eine dänische Singer-Songwriterin und Pianistin. Ihr erstes Album Philharmonics erschien am 4. Oktober 2010 bei PIAS Recordings und wurde im Jahr 2011 mit Platin in Belgien ausgezeichnet. Bei den Danish Music Awards im November 2011 gingen fünf Preise an Agnes Obel, unter anderem in den Kategorien Bestes Album und Beste Newcomerin. Für ihr drittes Album Citizen of Glass erhielt sie 2016 den IMPALA Album of the Year Award. Ihr Stück Familiar wurde Titelsong der kanadischen TV-Serie Cardinal.

## Leben und Karriere

### Frühe Jahre
Agnes Obel hat einen jüngeren Bruder. Ihr Vater hatte noch drei Kinder aus einer früheren Ehe. Ihre Mutter Katja Obel war Juristin und Musikerin. Sie spielte gerne Bartók und Chopin auf dem Klavier, weshalb Agnes Obel schon früh zum Klavier fand. Über den Lernprozess sagt sie: „Ich hatte einen klassischen Klavierlehrer, der mir sagte, ich solle das, was mir nicht gefällt, auch nicht spielen. Also spielte ich nur, was mir gefiel. Ich wurde nie gezwungen, etwas anderes zu spielen.“
Während ihrer Kindheit entdeckte sie das Werk von Jan Johansson und ließ sich von ihm inspirieren. Johanssons Songs, europäische Volksweisen in einem jazzigen Gewand, haben die junge Musikerin stark beeinflusst.
1990 stieg sie als Sängerin und Bassistin in eine kleine Band ein, mit der sie auf einem Festival spielte und einige Stücke aufnahm.
1994 bekam sie eine kleine Nebenrolle in dem Kurzfilm The Boy Who Walked Backwards / Drengen der gik baglæns von Thomas Vinterberg. Ihr Bruder Holger Thaarup hatte in dieser Produktion die Hauptrolle. Aufgeführt als Agnes Obel, ist sie in zwei Szenen zu sehen. Sie spielt eine Schülerin, die ihren Tisch mit dem neuen Schüler Andreas (Holger Thaarup) teilt.
Agnes Obel besuchte Det frie Gymnasium, eine freie Schule, in der sie jede Menge Musik machen konnte. Dennoch brach sie die Schule schon recht bald wieder ab: „Mit Siebzehn […] habe ich einen Mann getroffen, der ein eigenes Studio leitete. Da habe ich meinen Musikunterricht schnell aufgegeben, um die Soundtechnik zu lernen.“

### Privatleben
Agnes Obel lebt seit 2006 mit Alex Brüel Flagstad in Berlin. Als Foto- und Videokünstler drehte Flagstad den Musikfilm zu Riverside von Obels Debütalbum Philharmonics (2010). Darüber hinaus produzierte Flagstad noch weitere Videos zu ihrer LP Aventine (2013), darunter Dorian, The Curse und Aventine.

### Philharmonics
Als Solosängerin debütierte Agnes Obel mit ihrem ersten Album Philharmonics (2010). Sie schreibt, spielt, singt und produziert ihr gesamtes Material selbst. „Orchestrale oder sinfonische Musik hat mich noch nie interessiert. Ich fühlte mich schon immer von einfachen, beinahe kindlichen Melodien angezogen. […] Ehe ich anfange, Texte zu schreiben, lasse ich viel Zeit verstreichen, denn die Musik scheint bereits eine Geschichte zu erzählen, Bilder zu projizieren.“ Ihr Klavier ist dabei wahrlich mehr als nur ein Instrument – Obel meint, „das Klavier und das Singen sind zwei gleiche Dinge für mich – vielleicht nicht untrennbar, aber doch sehr stark verbunden. Man kann sagen, sie sind wie zwei gleiche Stimmen.“ Für sie „ist die Musik das nächstliegende Mittel, um auszudrücken, was ich bin, wo ich bin“.
Alle Songs von Philharmonics wurden von Agnes Obel komponiert, bis auf Close Watch (I Keep A Close Watch von John Cale) und Katie Cruel (ein Folk-Traditional; iTunes Bonustrack des Albums). Auf Live à Paris, veröffentlicht am 11. April 2011 auf iTunes, singt sie ein Cover von Elliott Smiths Between The Bars. Hinzu kommt ein Duett, das Agnes Obel mit Tom Smith, dem Sänger der Editors, singt: The Christmas Song von Mel Tormé ist auf dem Album Funny Looking Angels von Smith & Burrows zu finden (seit November 2011 im Handel).
Philharmonics stieß größtenteils auf positive Resonanz, etwa durch James Skinner von der BBC, der schrieb, „die Kompositionen […] sind ruhig, düster, finster sogar, nicht aber ohne den Sinn für etwas mitunter einzigartig Schönes“. Im französischen Kulturmagazin Les Inrockuptibles spricht Johanna Seban von einer „entwaffnenden Reinheit“ und schreibt weiter: „In diesen tiefmelancholischen Balladen steckt eine solche Klarheit und diese beruhigende Vornehmheit einer Nachttisch-CD.“ Zu guter Letzt ist Ben Edgell im Musicomh der Ansicht, Agnes Obel singe »mit einer leisen und hauchzarten Anmut, die über den sehnsüchtigen Ornamenten von Cello, Harfe und Klavier ruhig und gelassen anschwillt. Sie ist eine entrückte Sirene, mit einer dämmrigen, beinahe flüsternden Stimme, die zu Ane Brun oder Eva Cassidy spricht.« Französische Journalisten nannten sie „eine Offenbarung, der es zu folgen gilt“.
In Bezug auf die Kritiken und auch kommerziell gesehen war Agnes Obels erstes Album ein Erfolg. Nach Meinung des Rezensenten Philippe Cornet ist Philharmonics „ein hypnotisierende Treffer für ein Zeitalter, das sich nach Frieden und Erlösung sehnt“. Im März 2011 trat die dänische Künstlerin zum ersten Mal in den Vereinigten Staaten auf. Auf dem South by Southwest (SXSW) Festival in Austin spielte sie alle Songs ihres Albums.
Drei Stücke des Albums gelangten auf den Soundtrack zum Film Submarino aus dem Jahr 2009 (Riverside, Brother Sparrow und Philharmonics). Der Song Riverside wurde zudem in der Serie Der Nebel (The Mist) von Spike TV verwendet (Staffel 1, Folge 2: Withdrawal) sowie in der Netflix-Serie The Rain. Auch die Serien Grey’s Anatomy (Folge Verantwortungslos), Ringer (Folge Hotel Pivoine), die britische Sitcom Lovesick sowie das australische Comedy-Drama Offspring (Staffel 2, Folge 12) taten dies. Auch für die Folge Zwiespalt (Duplicity) der Serie Revenge wurde Riverside als Musik ausgewählt. In der Folge Vertrauen (Trust) von Revenge wird zudem das Stück Avenue gespielt. Fuel to Fire erklingt in der Folge The Big Uneasy von The Originals. Im April 2011 brachte die dänische Band Lulu Rouge eine Remix-Version von Agnes Obels Riverside heraus, bei der die Musiker dem berühmten Stück ihren typischen Elektro-Beat unterlegen, ohne die ursprüngliche Schönheit des Songs zu berühren. Noch bevor das Album überhaupt veröffentlicht wurde, dienten die zarten und seichten Klänge von Just So der musikalischen Untermalung eines Werbefilms der Deutschen Telekom, der 2008 im Fernsehen lief.
Am 7. Februar 2011 gab PIAS Recordings eine Deluxe-Version von Philharmonics heraus. Diese Fassung beinhaltete fünf weitere Tracks: zwei Instrumentalfassungen von Riverside und Just So sowie drei Live-Versionen von Over the Hill, Just So und ein neues Stück namens Smoke & Mirrors. Auf der Riverside EP interpretiert Agnes Obel Sons & Daughters, ein Stück das nur auf diesem Album zu hören ist.
Nach 30.000 verkauften Exemplaren wurde das Album im Dezember 2011 von der Belgian Recorded Music Association (BRMA) mit Platin ausgezeichnet. Einige Monate zuvor, im Februar 2011, wurde Philharmonics als Impala European Independent Album of the Year nominiert und der Titel »Riverside« (vom Soundtrack zu Submarino) gewann den Robert Award als Bester Song des Jahres 2011.
Im Oktober 2011 erhielt Agnes Obel den European Border Breakers Award 2012. Der Preis zeichnet die besten Newcomer in der europäischen Popmusik aus, »die es mit Talent und Energie geschafft haben, ein Publikum außerhalb ihres Heimatlandes für sich zu gewinnen«.
Im November 2011 konnte sie mit ihrem ersten Album gleich fünf Preise bei den Danish Music Awards abräumen: Sie gewann in den Kategorien Bestes Album des Jahres, Beste Pop-Veröffentlichung des Jahres, Bester Newcomer des Jahres, Beste Künstlerin des Jahres und Bestes Songwriting des Jahres.

### Aventine
Agnes Obel begann 2011, an ihrem zweiten Album zu arbeiten. »Ich habe angefangen, neue Stücke zu schreiben, doch waren sie alle instrumental, nur mit Klavier… Im Moment bin ich eher geneigt, Instrumentalstücke zu komponieren. Ich habe auch schon angefangen, Texte zu schreiben, aber mir fällt es schwerer, Melodien zu finden.«
Im Januar 2013 war das Album bereit für die Abmischung. Am 20. Juni desselben Jahres gab Obel bekannt, dass ihr neues Album Aventine am 30. September 2013 veröffentlicht würde.
„Auf dem letzten Album wollte ich die Melodie nicht mit zu vielen Geschichten stören. Dieses Mal wollte ich herausfinden, ob ich in der Lage bin, Bilder mit Worten zu zeichnen, mit dem Klang der Worte […] Ich denke, es ist gut, wenn derjenige, der zuhört, etwas anderes dabei fühlt als derjenige, der gestaltet. Wir hören alle aus unterschiedlichen Perspektiven. […] Meine subjektive Denkweise möchte ich dem Hörer nicht aufzwingen.“ (Agnes Obel über Aventine)
Die Arbeit im Studio beschrieb sie wie folgt: „Ich habe alles recht nah beieinander aufgenommen, habe alles ganz eng in einem kleinen Raum mikrofoniert, mit dem Gesang hier, dem Klavier dort – alles ist ganz nah bei einem. Die Ausstattung war also spärlich, doch indem ich den dynamischen Umfang bei jedem Song änderte, war es mir möglich, gewissermaßen ganze Soundlandschaften zu entwerfen. Mit diesen paar Instrumenten konnte ich erreichen, dass es sich groß anfühlte.“
Agnes Obel spielte am 17. September 2013 auf dem iTunes UK Festival im Roundhouse in London. „Es ist eine faszinierende Zusammenstellung von bemerkenswerten Stücken, deren abwechslungsreiche und intensive Arrangements von der faszinierenden Stimme Obels unterstützt werden“, resümierte daraufhin Frank Eidel von quebecspot.com.
Ab dem 24. September 2014 stand Aventine auf iTunes zur Verfügung. Dazu schrieb Tom Burgel: „Die wenigen gesammelten Reaktionen waren durchweg positiv und zeugten bereits von großer Begeisterung: Agnes’ Eleganz und die selten gehörte Anmut ihrer Kompositionen werden ohne jeden Zweifel bei einigen Fans für kräftiges Herzrasen sorgen.“
Auf der Website Mushroompromotions war zu lesen: „Aventine ist ein wundervolles Album, faszinierend in seiner Unaufgeregtheit. Wenn die erste Platte eine Wanderung durch den Wald darstellte, nimmt sich diese Platte die Zeit, die Schönheit jedes einzelnen Blattes zu bewundern und sein feines Blattgerippe zu erfühlen. Es ist zur gleichen Zeit mikrokosmisch und umfassend. […] Agnes entwirft ihre eigene Welt, oder wie sie es nennt, ihre eigene Glasglocke, um ihre Musik zu machen. Dort drinnen (oder vielmehr draußen?) übernimmt ihr Unterbewusstsein die Führung. Hierin liegt das Geheimnis ihres Modus Operandi, ein Umstand, den sie selbst nicht erklären kann, der sich aber wunderbar zur himmlischen Qualität ihrer Musik fügt.“
In einer Deluxe-Version von Aventine wurden im Oktober 2014 drei neue Stücke veröffentlicht, zu dem David Lynch einen Remix von Fuel to Fire beitrug. „Es war mir ein Vergnügen, diesen Remix zu machen. Auf Agnes’ Musik bin ich über meine Plattenfirma gestoßen. […] Ich finde, sie hat eine wunderschöne Stimme und kann Dinge mit ihr machen, die außergewöhnlich und einzigartig sind.“
Im Oktober 2014 trat Agnes Obel zum ersten Mal in der legendären Konzerthalle L’Olympia in Paris auf.
Ihre romantische Klavier-Ballade „September Song“ aus dem Album ist in der prämierten HBO-Serie „Big Little Lies“ aus dem Jahr 2017 immer wieder zu hören.

### Citizen of Glass
Während ihrer Tournee im Jahr 2014 fing Agnes Obel an, neues Material für ein drittes Album zu sammeln. „Ich plane, das Klavier etwas weniger einzusetzen, um vermehrt auf andere Arten alter Tasteninstrumente zurückzugreifen. […] Ich versuche, neue Instrumente für meine Arbeit zu finden und stecke noch in der Probierphase. Zudem beginne ich, erste Sachen zu schreiben.“ Agnes erklärt weiter: „Ich habe einige feste Ideen, glaube aber, es ist kein guter Einfall, in einer so frühen Phase schon ins Detail zu gehen. In erster Linie habe ich vor, mit alten Tasteninstrumenten zu experimentieren wie dem Spinett oder dem Cembalo, um dann zu sehen, wo sie mich hinführen.“
Im Juni 2015 konnte Agnes Obel dann ins Studio gehen, wo sie Streicher mit den neuen Musikern Frédérique Labbow, Kristina Koropecki und John Corban aufnahm.
Ein Jahr später, im Juni 2016, veröffentlichte Obel eine neue Single von ihrem bald erscheinenden Album Familiar. Der Song wurde von ihr aufgenommen, produziert und gemischt. Zudem sind John Corban auf der Violine sowie Kristina Koropecki und Charlotte Danhier am Cello zu hören. Den dazugehörigen Videodreh übernahm wiederum ihr Mann Alex Brüel Flagstad. „Agnes Obel weitet ihr musikalisches Wirkungsfeld aus, ohne ihrem grazilen Stil untreu zu werden. Kraftvolle Percussion bildet das Fundament für eine filigran-akrobatische Melodie, die die Sängerin mit einer bemerkenswert ausdrucksvollen Stimme interpretiert. Ja, Obel, wie von der Technik entzweit, gibt ein Duett mit ihrem Echo, das durch seine Stimmfarbe verwirrend männlich klingt“, hielt Hugo Cassavetti von Télérama fest.
Im Juli 2016 verkündete Agnes Obel, dass ihr drittes Studioalbum am 21. Oktober in die Regale kommt. Den geheimnisvollen Titel erklärt sie wie folgt: „Der Titel ist der deutschen Metapher des Gläsernen Bürgers entlehnt. Eigentlich ist es ein Rechtsbegriff, mit dem der Grad an Privatsphäre beschrieben wird, der einem Individuum in einem Staat zukommt. Im Bereich der Gesundheit zielt er darauf ab, wie viel wir über den Körper, die Biologie oder die Geschichte einer Person wissen – ist sie komplett aus Glas, wissen wir alles.“
„Ich wollte wirklich das Gefühl vermitteln, transparent zu sein, weil ich durchaus zu Textern und Sängern aufblicke, die so mit sich verfahren. Doch mir war auch bange davor, so mit mir umzugehen, immer schwankend auf der Grenze zum Persönlichen und Privaten.“ (Agnes Obel über Citizen of Glass)
Neben Geigen, Celli, Cembali, einem Spinett und einer Celesta verwendete Agens Obel ein Trautonium, ein seltenes elektronisches Musikinstrument aus den 1930er Jahren.
Mit Golden Green folgte im September 2016 eine weitere Single. „Der Klang von Glass ist nie weit weg. In dem Song geht es darum, dass wir das Leben anderer immer besser finden als unser eigenes. […] Ihre verträumte Stimme bringt sie sehr gut raus. Im Grunde genommen ist es ein klassischer Popsong in Perfektion und ohne Schnörkel. Betörend, elysisch, wie aus dem Paradies“, so Niels Bruwier im belgischen Musikmagazin Dansende Beren.
Im Oktober 2016 wurde noch ein weiterer Song von Citizen of Glass veröffentlicht. Stretch Your Eyes ist eine neue Version des schon älteren Spinet Songs, den sie auf ihrer Tournee 2014 gespielt hat.
Im selben Monat kam auch das Album Citizen of Glass heraus und stieß auf ein positives Echo: „Mit einigen großartigen Songs, darunter das surrealistische Stretch Your Eyes oder das brillante Golden Green, hat Agnes Obel ein prachtvolles, seltsames und modernes Album geschaffen. Citizen of Glass zeugt eindrücklich von ihrem Status als große Pop-Künstlerin“, schreibt etwa die französische Zeitung La Croix.
Das Album stieg auf Platz 30 der Britischen Albumcharts ein. Mit 3.540 verkauften CDs wurde es ihr erstes Top 40 Album in Großbritannien.
Auf Metacritic erreichte Citizen of Glass in sieben Kategorien einen Mittelwert von 81 Punkten, was eine weltweite Begeisterung zum Ausdruck bringt.
Für das Jahr 2016 erhielt Citizen of Glass den IMPALA (The Independent Music Companies Association) Album of the Year Award, mit dem jährlich die beste Albumveröffentlichung auf einem europäischen Independent-Label ausgezeichnet wird.

## Einflüsse
Agnes Obel wurde von Künstlern wie Roy Orbison und von den französischen Komponisten Claude Debussy, Maurice Ravel und Erik Satie beeinflusst. Wichtig sind ihr zudem Edgar Allan Poe, die Fotografen Sibylle Bergemann, Robert Mapplethorpe, Tina Modotti oder auch Alfred Hitchcock.
Über Hitchcock sagt sie: „Mir gefällt sein geheimnisvoller Stil, seine hochentwickelte Ästhetik, die immer mit einer extremen Einfachheit daherkommt.“ Das Cover ihres ersten Albums, aufgenommen von dem Berliner Fotografen Mali Lazell, stellt eine Hommage an Die Vögel dar.
Eine Inspirationsquelle ist die experimentelle Filmemacherin Maya Deren. Es kommt vor, dass Obel einige ihrer Demos an Derens Filmen testet.[53] Außerdem ist sie ein Fan von Nina Simone: „Ich habe ein fantastisches Live-Album von Nina Simone, auf dem singt sie: Who Knows Where The Time Goes. Ihr Gesang scheint aus dem Nichts zu kommen. Magisch.“[54] Neben klassischer Musik hört Obel Künstler wie Mort Garson (The Zodiac – Cosmic Sounds), The Smiths (How Soon Is Now?) oder Françoise Hardy (»Où va la chance«).[55]
Nach den Covern von John Cale und Jeff Buckley interpretierte Agnes Obel bei der Victoire de la Musique 2017 im Februar des Jahres das Hallelujah als Tribut an den verstorbenen Leonard Cohen.

## Auszeichnungen
- 2011: dänischer Filmpreis Robert für Riverside
- 2012: European Border Breakers Award (EBBA)

## Trivia
Die Single Familiar wurde in der 2017 veröffentlichten Netflix-Produktion Dark (Staffel 1, Folge 3) verwendet. Die Single It's Happening Again wurde in der nächsten Staffel derselben Serie verwendet (Staffel 2, Folge 1) und auch Broken Sleep fand Verwendung in der Serie. Familiar gehört zudem zum Soundtrack des Computerspiels Life is Strange: Wavelengths.
Ihr Lied The Curse diente in gekürzter Form als Titelsong der dreiteiligen belgisch-französischen Miniserie Hinter den Mauern (2015), die 2018 auf Arte im deutschen Fernsehen ausgestrahlt wurde.
Der Song Fuel To Fire wurde als Titelsong der Serie Vigil – Tod auf hoher See verwendet und ist ebenfalls in der HBO-Serie The Last of Us zu hören.

## Diskografie

### Alben
| Jahr | Titel            | Höchstplatzierung, Gesamtwochen, AuszeichnungChartplatzierungen (Jahr, Titel, Platzierungen, Wochen, Auszeichnungen, Anmerkungen) | Höchstplatzierung, Gesamtwochen, AuszeichnungChartplatzierungen (Jahr, Titel, Platzierungen, Wochen, Auszeichnungen, Anmerkungen) | Höchstplatzierung, Gesamtwochen, AuszeichnungChartplatzierungen (Jahr, Titel, Platzierungen, Wochen, Auszeichnungen, Anmerkungen) | Höchstplatzierung, Gesamtwochen, AuszeichnungChartplatzierungen (Jahr, Titel, Platzierungen, Wochen, Auszeichnungen, Anmerkungen) | Höchstplatzierung, Gesamtwochen, AuszeichnungChartplatzierungen (Jahr, Titel, Platzierungen, Wochen, Auszeichnungen, Anmerkungen) | Anmerkungen                              |
| Jahr | Titel            | DK | DE | AT | CH | UK | Anmerkungen                              |
| ---- | ---------------- | --- | --- | --- | --- | --- | ---------------------------------------- |
| 2010 | Philharmonics    | DK1 ×6Sechsfachplatin · (101 Wo.)DK                                                                                               | — | — | CH58 (7 Wo.)CH | — | Erstveröffentlichung: 17. September 2010 |
| 2013 | Aventine         | DK1 Platin · (23 Wo.)DK | DE24 (6 Wo.)DE | AT31 (4 Wo.)AT | CH9 (19 Wo.)CH | UK63 (1 Wo.)UK | Erstveröffentlichung: 27. September 2013 |
| 2016 | Citizen of Glass | DK3 (4 Wo.)DK | DE32 (2 Wo.)DE | AT54 (1 Wo.)AT | CH9 (6 Wo.)CH | UK30 (1 Wo.)UK | Erstveröffentlichung: 21. Oktober 2016   |
| 2020 | Myopia           | DK11 (1 Wo.)DK | DE9 (3 Wo.)DE | AT19 (2 Wo.)AT | CH5 (6 Wo.)CH | UK34 (1 Wo.)UK | Erstveröffentlichung: 21. Februar 2020   |

### Singles
| Jahr | Titel Album             | Höchstplatzierung, Gesamtwochen, AuszeichnungChartplatzierungen (Jahr, Titel, Album, Platzierungen, Wochen, Auszeichnungen, Anmerkungen) | Höchstplatzierung, Gesamtwochen, AuszeichnungChartplatzierungen (Jahr, Titel, Album, Platzierungen, Wochen, Auszeichnungen, Anmerkungen) | Höchstplatzierung, Gesamtwochen, AuszeichnungChartplatzierungen (Jahr, Titel, Album, Platzierungen, Wochen, Auszeichnungen, Anmerkungen) | Anmerkungen |
| Jahr | Titel Album             | DK | DE | CH | Anmerkungen |
| ---- | ----------------------- | --- | --- | --- | ----------- |
| 2009 | Just So Philharmonics   | DK— Gold (Streaming)DK | DE44 (9 Wo.)DE | — |             |
| 2010 | Riverside Philharmonics | DK2 ×2Doppelplatin + Platin (Streaming) · (29 Wo.)DK                                                                                     | — | CH58 (2 Wo.)CH |             |

Weitere Singles
- 2011: Brother Sparrow (DK: Gold (Streaming))
- 2013: The Curse
- 2016: Familiar
- 2020: Broken Sleep

## Auszeichnungen für Musikverkäufe
| Goldene Schallplatte - Frankreich - 2016: für das Album Citizen of Glass - 2023: für die Single Familiar Platin-Schallplatte - Belgien - 2011: für das Album Philharmonics - 2012: für die Single Riverside | Diamantene Schallplatte - Europa (Impala) - 2011: für das Album Philharmonics - 2014: für das Album Aventine |

Anmerkung: Auszeichnungen in Ländern aus den Charttabellen bzw. Chartboxen sind in ebendiesen zu finden.
| Land/RegionAuszeichnungen für Musikverkäufe (Land/Region, Auszeichnungen, Verkäufe, Quellen) | Gold     | Platin       | Diamant     | Verkäufe  | Quellen             |
| -------------------------------------------------------------------------------------------- | -------- | ------------ | ----------- | --------- | ------------------- |
| Belgien (BRMA)                                                                               | —        | 2× Platin2   | —           | 60.000    | ultratop.be         |
| Dänemark (IFPI)                                                                              | 2× Gold2 | 10× Platin10 | —           | 320.000   | ifpi.dk             |
| Europa (Impala)                                                                              | —        | —            | 2× Diamant2 | (400.000) | impalamusic.org EU2 |
| Frankreich (SNEP)                                                                            | 2× Gold2 | —            | —           | 150.000   | snepmusique.com     |
| Insgesamt                                                                                    | 4× Gold4 | 12× Platin12 | 2× Diamant2 |           |                     |

## Filmografie
- 1994: Der Junge, der rückwärts lief (Drengen der gik baglæns, Regie: Thomas Vinterberg)[48]